# Zsábár
Zsábár (románul: Jabăr) falu Romániában, a Bánságban, Temes megyében.

## Fekvése
Lugostól északnyugatra, a Temes mellett fekvő település.

## Története
A falut 1369-ben említette először oklevél Tathalas [Tóthollós] néven (Csánki 2: 41). 
1467-ben Hollod, 1554-1579 között Žabar, 1597-ben Sabar, 1650-ben Zábor, 1785-ben Scabor, 1808-ban Zsabar, Xabar, 1888-ban és 1913-ban Zsábár néven írták.
A török időkben, 1554 és 1579 között szerbek telepedtek le a faluban, akik a Žabar nevet adták a falunak.
1891-ben Fényes Elek ezt írta a településről:
Zsabár, Krassó vármegye oláh falu Lugoshoz 1 órányira a Temes vize mellett: 849 óhitű lakossal, s anyatemplommal. Bírja Milinkovics család.
1891-ben 958 oláh lakosáról és gőzmalmáról írtak.
A trianoni békeszerződés előtt Krassó-Szörény vármegye Lugosi járásához tartozott.
1910-ben  945 román lakosa volt, melyből 941 görögkeleti ortodox volt.
A 2002-es népszámláláskor 483 lakosa közül 472 fő (97,7%) román, 8 (1,7%) magyar és 3 (0,6%) német volt.